# 비무장지대 (영화)
비무장지대(非武裝地帶)는 박상호 감독, 변하영 각본의 1965년 한국의 흑백 영화이다.

## 줄거리
D.M.Z. 155마일. 이것은 한국전쟁이 빚어낸 비극의 상징이기도 했다. 잡초가 우거지고 녹슨 탱크와 기차가 넘어져 있는 그곳 비무장 지대 속에는 엄마를 잃고 헤매는 어린 남매가 있었다. 어린 남매는 분명히 남으로 갔을 것 같은 엄마를 찾아 무작정 월남할 것을 작정한다. 그리고 그들은 중간에 간첩을 만난다거나 지뢰의 위험을 무릅쓰고 아슬아슬하게 군사분계선을 넘어 국군 전초 진지 앞 철조망까지 오지만, 끝내는 지뢰를 밟아 생명을 잃고, 어머니는 어린 딸을 껴안고 울부짖는다.

## 개요
박상호 감독의 역작(力作)으로, 이 작품을 촬영하기 위하여 직접 지뢰의 위험을 무릅쓰고 '비무장지대'에서 로케를 감행했었다고 한다. 민족 분단의 뼈아픔을 필름마다 인각(印刻)한 이 작품은, 일종의 우화적(寓話的)인 화면 처리와 시정(詩情)을 곁들여서, '차단(遮斷)된 역사'의 증언을 영상(映像)으로 시도(試圖)했던 것이다. 제13회 아시아 영화제에서 비극영화부문(悲劇映畵部門) 작품 대상을 수상했다.

## 출연
- 조미령
- 남궁원
- 주빈아
- 이영관